# Les Aventures de Rabbi Jacob (comédie musicale)
Pour l’article homonyme, voir Les Aventures de Rabbi Jacob.
Les Aventures de Rabbi Jacob est une comédie musicale de 2008 mise en scène par Patrick Timsit, adaptée du film Les Aventures de Rabbi Jacob de Gérard Oury, sorti en 1973.
Avec son budget de six millions d'euros, ses chansons écrites par des auteurs fameux et son thème populaire, la comédie musicale semble être le succès de l'année 2008, mais, essuyant de mauvaises critiques, le spectacle s'avère être un échec commercial et public, totalement à l'opposé de la réussite du film. La tournée prévue pour 2009 est finalement annulée.

## Synopsis
L'industriel Victor Pivert, catholique et français « comme tout le monde », irascible et un brin raciste, se prépare à marier sa fille Antoinette au fils d'un général.
Mais un vendredi soir, alors qu'il rentre à Paris avec son chauffeur Salomon, dont il découvre avec stupeur qu'il est juif, il est victime d'une sortie de route. Resté seul après qu'il a congédié son employé qui refusait de travailler durant le shabbat, Victor Pivert s'en va chercher de l'aide, et aboutit dans une usine de chewing-gum.
Il y assiste inopinément à un règlement de comptes entre les membres d'une police d'État d'un pays identifié comme « arabe » et un dissident politique, Mohammed Larbi Slimane, que ces derniers veulent éliminer. Slimane parvenant alors à s'échapper entraîne, malgré lui dans sa cavale, Victor Pivert devenu son « otage » et qui se retrouve de surcroît aussi bien recherché par la police française que par la police secrète du pays arabe menée par le sinistre Farès.
Pivert et Slimane cherchent donc à quitter la capitale pour échapper à leurs assaillants. Les deux hommes se retrouvent ainsi à l'aéroport d'Orly, où ils usurpent l'identité de deux rabbins hassidiques tout juste débarqués de New York. Ils sont alors entraînés, malgré eux, dans une cérémonie juive au sein la rue des Rosiers à Paris, au cours de laquelle Victor, devenu « Rabbi Jacob », tombe nez à nez avec Salomon…

## Fiche technique
- Mise en scène : Patrick Timsit

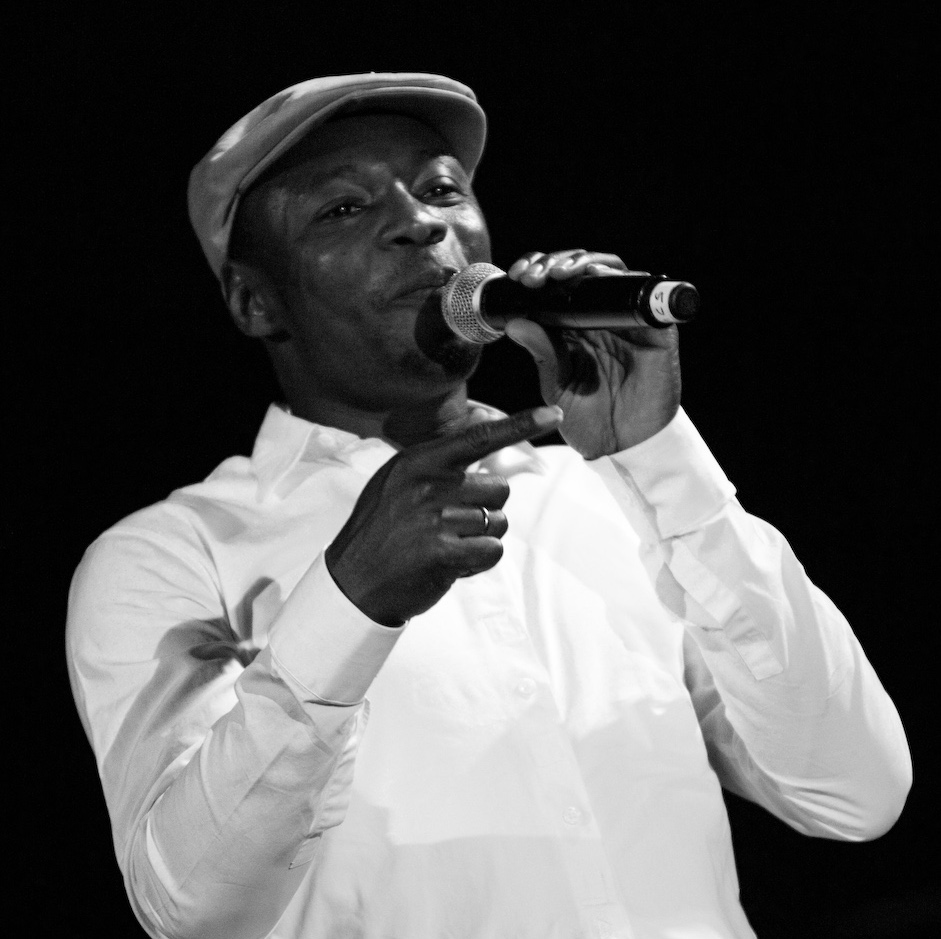
Le rappeur MC Solaar (ici en 2009), auteur des chansons de la comédie musicale.

- Scénario original : Danièle Thompson
- Musique : Vladimir Cosma
- Textes : MC Solaar, Maxime Le Forestier, Les Fatals Picards, Yves Dessca, Vline Buggy, Jean-Marie Leau
- Livret : Gérald Sibleyras et Étienne de Balasy
- Chorégraphie : Najib Guerfi et Ilan Zaoui
- Décor : Charlie Mangel
- Costumes : Juliette Chanaud

## Distribution
- Éric Métayer : Victor Pivert

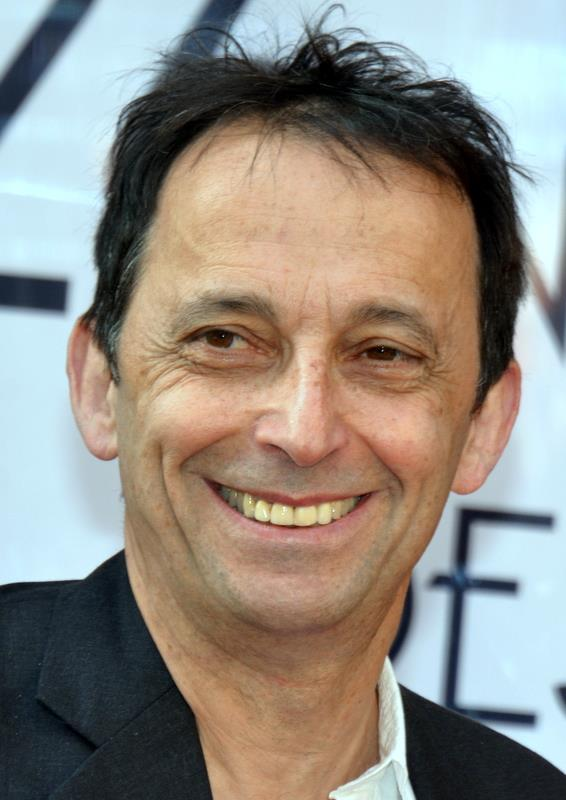
Éric Métayer (ici en 2014) reprend le rôle de Victor Pivert, interprété par Louis de Funès dans le film original.

- Marianne James : Germaine Pivert ; doublure Anjaya
- Michel Lerousseau : Salomon
- Richard Charest : Slimane
- Nikola Parienty : Farès
- Julie Victor : Antoinette Pivert
- Franck Vincent : commissaire Andréani
- Vartoch' : Rabbi Jacob
- Spike S : le conteur
- Sébastien Duvernois : (Samuel)

## Historique
En 2002, Charles Talar (producteur de la comédie musicale Notre-Dame de Paris) émet l'idée d'une comédie musicale adaptée des Aventures de Rabbi Jacob,,. Il contacte Danièle Thompson, qui parle du projet à son père, Gérard Oury : ce dernier est intéressé et donne son accord verbal (peu de temps avant sa mort en juillet 2006), permettant ainsi au projet d'être lancé. Vladimir Cosma, auteur de la musique du film, donne également son accord et accepte de retravailler ses compositions pour la comédie musicale,. Selon Danièle Thompson, c'est le fait que Vladimir Cosma soit associé au spectacle qui les a convaincu, elle et son père : « nous n'aurions donné notre bénédiction à quelque chose qui aurait pu risquer la médiocrité ». Six ans sont nécessaires pour monter le projet, surveillé de près par Danièle Thompson.
L'acteur et humoriste Patrick Timsit est approché pour mettre en scène la comédie musicale : fan du film, il accepte la proposition,. Il revoit le film « une bonne trentaine de fois » pour s'en imprégner et fait concevoir huit tableaux scéniques reprenant les scènes principales du film, comme celles de la rue des Rosiers ou celles dans l'usine de chewing-gum. La comédie musicale conserve entièrement le scénario du film original.
Vladimir Cosma reprend et modernise sa partition : il s'inspire de la mélodie crée pour le film et l'actualise, créant ainsi des morceaux au style très varié, allant vers la musique pop et raggamuffin. Les textes des chansons sont l'œuvre du rappeur MC Solaar, de Maxime Le Forestier et du groupe Les Fatals Picards, de Yves Dessca, de Vline Buggy et de Jean-Marie Leau. Le livret du spectacle est écrit par Gérald Sibleyras et Étienne de Balasy. MC Solaar interprète la chanson Le Rabbi muffin, adaptée de la musique du film et composée par Vladimir Cosma : éditée sous forme de single pour promouvoir le spectacle, la chanson remporte un grand succès sur Internet et dans les charts, se classant notamment en 1re place du hit-parade en Belgique durant quatre semaines.
Les Aventures de Rabbi Jacob, la comédie musicale est doté d'un budget de six millions d'euros, dure deux heures, contient treize tableaux chorégraphiés et quatorze chansons. La distribution comprend trente-cinq acteurs, danseurs et musiciens, dont notamment Éric Metayer dans le rôle de Victor Pivert à l'origine tenu par Louis de Funès et Marianne James dans le rôle de son épouse Germaine Pivert, jouée par Suzy Delair dans le film,,. Les répétitions commencent en juillet 2008 et se déroulent dans Le Grand Dôme de Villebon-sur-Yvette. Le chorégraphe d'origine tunisienne Najib Guerfi règle les chorégraphies qui varient entre le jazz, la danse contemporaine, la danse urbaine et le hip-hop,. La scène dans laquelle Pivert exécute une danse traditionnelle juive est reprise et allongée dans l'adaptation : Ilan Zaoui, qui avait réglée la scène originale en 1973, participe à la chorégraphie de cette même scène en 2008 et apprend à danser à Éric Metayer, comme il l'avait fait avec Louis de Funès trente-cinq ans auparavant. Les Aventures de Rabbi Jacob, la comédie musicale est joué au Palais des congrès de Paris à partir du 18 septembre 2008.

## Accueil
Mais cette comédie musicale s'avère être un échec commercial, public et critique. La critique est très mauvaise : Paris Match, Le Nouvel Observateur et Le Figaro parlent notamment d'un spectacle « désastreux » et « médiocre », et L'Express souligne la complexité de faire une adaptation aussi bonne que le film d'origine, résumant cette comédie musicale comme un « divertissement familial écrasé par son modèle et plombé par des chansons faiblardes », ; c'est généralement la qualité de la mise en scène, la qualité des chansons et morceaux musicaux et la qualité et l'intérêt de l'adaptation qui est remise en cause,. Cet avis défavorable de la critique repousse les spectateurs, affaiblissant alors la fréquentation de la comédie musicale,. Ainsi, bien que son sujet soit très populaire, la comédie musicale ne rencontre pas le succès espéré et ne reste que peu de temps à l'affiche. La dernière représentation a lieu le 29 novembre 2008 et est retransmise en direct sur la chaîne Paris Première en première partie de soirée. Faute de succès, la tournée prévue pour 2009 est finalement annulée.[réf. nécessaire]